# 종려제
종려제(중국어 정체자: 鍾麗緹, 1970년 9월 19일)는 캐나다 출신의 홍콩 영화계 배우이다. '종려시'로도 알려져 있다.
몬트리올에서 경영학을 전공하고, 미인 대회에서 미스 몬트리올로 선발된 후 몬트리올 대표로 홍콩의 미인 대회에 참여하게 된 그녀는 1993년 미스 차이니즈로 선발, 연예계 생활을 시작했다.

## 출연 작품

### 영화
- 2019년 《장난스런 키스》- 장즈수 모친 역
- 2016년 《인투 더 레인보우》
- 2015년 《장착취착》
- 2014년 《연애의 발동: 상해 여자 부산 남자》 - 준호 전처 역
- 2013년 《인간증발》
- 2012년 《청규아영웅》
- 2011년 《친밀적인》
- 2010년 《이소룡전》
- 2004년 《경심동백》
- 2004년 《귀마광상곡》
- 2003년 《천룡팔부》 - 강민 역
- 2003년 《메달리온》 - 샤롯 왓슨 역
- 2001년 《삼사라》 - 페마 역
- 2001년 《잔 다라》
- 2000년 《투문》
- 2000년 《냉전》
- 2000년 《젠 엑스 캅 2: 젠 와이 캅》
- 2000년 《중화도협》
- 2000년 《캅링크》
- 1997년 《취가박당》
- 1997년 《음양로》
- 1997년 《가유희사 1997》
- 1996년 《도성불패》
- 1996년 《식신》
- 1996년 《태극권 2》
- 1995년 《구세신곤》
- 1995년 《호맹위룡》
- 1995년 《반역정연》
- 1995년 《모험유희》
- 1995년 《양조위의 류망의 생》
- 1995년 《왕각적천궁》
- 1994년 《주광보기》
- 1994년 《주성치의 파괴지왕》
- 1994년 《연애천공》
- 1994년 《인어전설》
- 1994년 《구품지마관》
- 1994년 《이연걸의 보디가드》 - 여교사, 양청아 역
- 1993년 《정전자 2》
- 1993년 《협성 2》
- 1993년 《백발마녀전 2》 - 월아 역
- 1993년 《심사관 2》
- 1992년 《신탐마루》

### 뮤직비디오 (한국)
- 2001년 이수영 - Never Again